# Horst Brummeier
Horst Brummeier (Traun, 31 dicembre 1945) è un ex arbitro di calcio austriaco.
Divenuto internazionale nel 1979, è stato il più stimato arbitro internazionale austriaco degli anni Ottanta, come confermato dal suo palmarès.
Infatti è stato selezionato per il Campionato mondiale di calcio 1986, arbitrando la gara Irlanda del Nord-Spagna, oltre a fare da quarto uomo in occasione della gara Unione Sovietica-Ungheria, e ha diretto al Campionato europeo di calcio 1988 la partita Irlanda-Paesi Bassi, vinta dagli olandesi 1-0.
Inoltre, nel 1980 ha diretto la finale di ritorno del Campionato europeo di calcio Under-21 tra URSS e Germania Est; nel 1983 viene prima convocato per il Campionato mondiale di calcio Under-20 in Messico, poi a dicembre dirige la finale di andata di Supercoppa Europea tra Aberdeen e Amburgo.
Vanta anche la direzione in due semifinali di Coppa delle Coppe (nel 1982 e nel 1987) e in tre semifinali di Coppa UEFA (nel 1984, 1986 e 1989).
Attualmente è osservatore degli arbitri UEFA.